# 吉福德 (佛羅里達州)
吉福德（英語：Gifford）是位於美國佛羅里達州印第安河縣的一個人口普查指定地區。

## 地理
吉福德的座標為27°40′19″N 80°24′59″W / 27.67194°N 80.41639°W，而該地最高點為海拔高度4米（即13英尺）。

## 人口
根據2010年美國人口普查的數據，吉福德的面積為18.94平方千米，當中陸地面積為17.65平方千米，而水域面積為1.29平方千米。當地共有人口9590人，而人口密度為每平方千米506人。